# 稲垣武 (政治家)
稲垣 武（いながき たけし、1955年〈昭和30年〉5月12日 - ）は、日本の政治家。愛知県刈谷市長（1期）。

## 来歴
本籍は愛知県。刈谷市立亀城小学校、刈谷市立刈谷東中学校、愛知高等学校卒業。
1978年（昭和53年）3月、名古屋市立大学経済学部経済学科卒業。同年4月、刈谷市役所に入庁。福祉健康部長、企画財政部長などを務めたのち、2016年（平成28年）3月31日に退職。同年4月1日、副市長に就任。
2019年（平成31年）2月27日、竹中良則が任期満了に伴う市長選への不出馬を表明。竹中から打診を受けて市長選出馬を決意。同年3月31日、副市長を辞任。6月23日告示、30日投票の刈谷市長選挙に無投票により初当選した。7月20日、市長就任。
2023年6月25日告示、7月2日投票の同市長選挙でも無投票で再選した。

## 市政
- 2020年（令和2年）4月20日、刈谷市は、新型コロナウイルス感染症の拡大に伴う在宅時間の長期化により家庭の水道使用量が増加することから、上下水道の基本料金を同年5月の請求分から4か月間免除すると発表した。市はこれに係る費用として、4億円を5月の補正予算に計上する予定[8][9][10]。
- 2023年（令和5年）7月1日、LGBTなど性的少数者のカップルが婚姻に相当する関係にあると認める「パートナーシップ宣誓制度」を導入した[11]。